# Mrtve duše (1909.)
Mrtve duše (rus. «Мёртвые души») - ruski film redatelja Pjotra Čardinina iz 1909. godine.
Film je snimljen prema romanu Mrtve duše Nikolaja Vasiljeviča Gogolja, napisanog 1842. godine.

## Uloge
- Ivan Kamskij
- Vasilij Stepanov
- Aleksandra Gončarova
- Pjotr Čardinin
- Antonina Požarskaja

## Vanjske poveznice
- Mrtve duše na Kino Poisk